# Gigantodax
Gigantodax är ett släkte av tvåvingar. Gigantodax ingår i familjen knott.

## Dottertaxa tillGigantodax, i alfabetisk ordning[1]
- Gigantodax abalosi
- Gigantodax adleri
- Gigantodax antarticus
- Gigantodax aquamarensis
- Gigantodax araucanius
- Gigantodax arrarteorum
- Gigantodax awa
- Gigantodax basinflatus
- Gigantodax bettyae
- Gigantodax bierigi
- Gigantodax bolivianus
- Gigantodax bonorinorus
- Gigantodax brevis
- Gigantodax brophyi
- Gigantodax carmenae
- Gigantodax cervicornis
- Gigantodax chacabamba
- Gigantodax chilensis
- Gigantodax cilicinus
- Gigantodax clandestinus
- Gigantodax conviti
- Gigantodax cormonsi
- Gigantodax corniculatus
- Gigantodax cortesi
- Gigantodax cypellus
- Gigantodax destitutus
- Gigantodax dryadicaudicis
- Gigantodax eremicus
- Gigantodax femineus
- Gigantodax flabellus
- Gigantodax fulvescens
- Gigantodax gracilis
- Gigantodax herreri
- Gigantodax horcotiani
- Gigantodax igniculus
- Gigantodax impossibilis
- Gigantodax incapucara
- Gigantodax incomitatus
- Gigantodax jatunchuspi
- Gigantodax kuscheli
- Gigantodax laevigatus
- Gigantodax lazoi
- Gigantodax leonorum
- Gigantodax luispenai
- Gigantodax marginalis
- Gigantodax mariobordai
- Gigantodax minor
- Gigantodax misitu
- Gigantodax multifilis
- Gigantodax multituberculatus
- Gigantodax nasutus
- Gigantodax nigrescens
- Gigantodax ortizi
- Gigantodax osornorum
- Gigantodax paramorum
- Gigantodax patihuaycensis
- Gigantodax pennipunctus
- Gigantodax praealtus
- Gigantodax punapi
- Gigantodax rufescens
- Gigantodax rufidulus
- Gigantodax rufinotum
- Gigantodax septenarius
- Gigantodax shannoni
- Gigantodax siberianus
- Gigantodax trifidus
- Gigantodax vargasi
- Gigantodax viannamartinsi
- Gigantodax willei
- Gigantodax wittmeri
- Gigantodax wrighti
- Gigantodax vulcanius
- Gigantodax wygodzinskyi
- Gigantodax zumbahuae